# Malá Úpa (řeka)
Malá Úpa (německy Kleine Aupa) je horská řeka v okrese Trutnov ve východních Krkonoších. Délka toku činí 11,3 km. Plocha povodí měří 33,3 km².

## Průběh toku
Malá Úpa pramení asi 700 metrů severně od zástavby místní části obce Malá Úpa zvané Pomezní Boudy na jižním úbočí hory Čelo. Po celé délce jejího toku převažuje jižní směr. Zpočátku Malá Úpa nabírá vodu z množství vějířovitě umístěních nevelkých horských potoků (Černá voda, Rennerův potok a další) pramenících na úbočích okolních hor. Poté, co proteče prostorem Pomezních Bud, tvoří její tok osu hluboce zaříznutého horského údolí. Ve vzdálenosti přibližně 3,5 km od pramene se v prostoru mezi Jelení a Kraví horou Malá Úpa přimyká k silnici II/252 spojující Pomezní Boudy s Trutnovem. Souběh s ní trvá po celé zbylé délce toku. Po dalších 2,5 kilometru protéká řeka lokalitou Spálený Mlýn, která je součástí Dolní Malé Úpy. Následuje průtok údolím bez významnější zástavby mezi Pěnkavčím vrchem a Dlouhým hřebenem. V Temném Dole se u křižovatky silnic z Pomezních Bud, Trutnova a Pece pod Sněžkou zleva vlévá do Úpy na 67,1 říčním kilometru.

### Větší přítoky
V počáteční fázi toku se do Malé Úpy vlévá větší množství nevelkých potoků. Ve střední fázi toku se do ní vlévá největší přítok, kterým je Jelení potok přitékající od Sněžky a vlévající se zprava v nevelké vzdálenosti před Spáleným Mlýnem. Přímo v něm se pak zleva do Malé Úpy vlévá dnes bezejmenný potok, který dříve nesl německý název Plader Bach. V dolní části toku nemá řeka žádné významnější přítoky.

## Vodní režim
Průměrný průtok Malé Úpy u ústí činí 1,01 m³/s.

## Historické názvy
Před druhou světovou válkou byl jako Malá Úpa nazýván tok až od soutoku dnešního Jeleního potoka (tehdy Löwen Bach)) a Sovího potoka (tehdy Fichtig Bach). Po válce došlo k přejmenování spodních toků Sovího potoka a Černé Vody (dříve Schwarzwasser) a Malá Úpa tak "získala" svůj pramen.